# Moreno Merenda
Moreno Merenda (* 17. Mai 1978 in Baar) ist ein Schweizer ehemaliger Fussballspieler.

## Karriere
Er begann seine Fussballkarriere beim FC Baar. Nach dem Wechsel zum FC Luzern 1995 schnupperte der Stürmer erstmals die Luft der Nationalliga A. Es folgten einige Abstechern in die unteren Schweizer Ligen, bevor er im Januar 2000 ins Ausland zum deutschen Regionalligisten FC Gütersloh wechselte. Dort kam er lediglich in den letzten beiden Spielen gegen die Amateure von Borussia Dortmund und dem VfL Bochum zum Einsatz, bevor der Verein aufgrund Insolvenz den Spielbetrieb einstellte. Er wechselte daraufhin für den Rest der Saison zum FC Wohlen, bevor zum FC Baden und anschliessend zum FC Vaduz wechselte. Als Torschützenkönig des FC Vaduz wechselte Merenda in der Winterpause der Saison 2002/03 zum FC St. Gallen. Obwohl er meist nur als Einwechselspieler zum Einsatz kam, schoss er etliche, teils spielentscheidende Tore. Dies brachte ihm den Ruf eines Edeljokers ein. In der Saison 2004/05 war er trotz wenigen Einsätzen und langer Verletzungspause der Topscorer beim FC St. Gallen.
Zu Beginn der Saison 2005/06 kam mit Ralf Loose ein neuer Trainer zum FC St. Gallen, unter welchem es Moreno Merenda nicht einfach hatte. Trotz häufig ungenügender Leistungen der beiden Stammstürmer kam Merenda meist erst kurz vor Schluss zu Einsätzen, in welchen er oftmals mehr Schwung ins Spiel brachte als seine Stürmerkollegen in der ganzen vorherigen Spielzeit. Auch ein Hattrick im Cup half ihm diesbezüglich nicht weiter – das Unverständnis seitens der Fans und Presse war gross. Verständlicherweise liebäugelt Merenda mit einem Wechsel in der Winterpause. Am 16. Januar 2006 war es dann offiziell – Moreno Merenda wechselte per sofort zum Ligakonkurrenten FC Schaffhausen. Er unterschrieb dort einen Vertrag bis Ende Saison 2006/07.
Am Ende der Saison entschied sich der FC Schaffhausen, im Sturm Änderungen vorzunehmen. Ein Opfer davon war Moreno Merenda, welcher im vorletzten Spiel mit seinem Tor den Schaffhausern den Weg zum Klassenerhalt geebnet und ihn seinem Ex-Verein St. Gallen gleichzeitig gesichert hat. Auf die Saison 2006/07 hin erfolgte der Wechsel zum Absteiger Xamax. In der Challenge-League-Saison 2006/07 wurde Merenda mit 22 Treffern Torschützenkönig und hatte einen grossen Anteil am sofortigen Wiederaufstieg von Xamax.
2007/08 spielte er persönlich eine solide Super-League-Saison. In 29 Spielen gelangen ihm 7 Tore. Auf die Saison 2008/09 hin heuerte Merenda erneut bei seinem früheren Verein FC St. Gallen an, mit welchem ihm der Aufstieg in die Super League glückte. Zudem wurde Merenda Vize-Torschützenkönig. In der darauffolgenden Saison gelangen Merenda, der zumeist als Einwechselspieler figurierte, 9 Treffer und war damit erfolgreichster Stürmer des FC St. Gallen.
Von 2010 bis 2012 spielte Merenda erneut beim FC Vaduz. In der Saison 2010/2011 erzielte er beim 6:1-Sieg gegen SR Delémont am 28. August 2010  vier Tore, etwas, was bis 2022 von keinem Spieler in der zweithöchsten Liga erreicht wurde. In der Saison 2011/2012 war er mit 17 persönlichen Treffern erneut zweitbester Torschütze der Challenge League. Trotzdem wurde der Vertrag am Ende der Saison nicht verlängert und Moreno Merenda beim letzten Saisonspiel gegen seinen vorherigen Verein, den FC St. Gallen, verabschiedet. Er wurde dabei sowohl von den Vaduzern wie auch von den St. Gallern Anhängern gefeiert.
Am 2. Juli 2012 gab der SC Cham aus der 1. Liga Classic die Verpflichtung von Moreno Merenda bekannt. Merenda kehrt damit in seinen Heimatkanton Zug zurück. In drei Spielzeiten bis zum Karriereende erzielte er in 85 Pflichtspielen 78 Tore.